# Ethel Roosevelt Derby
Ethel Carow Roosevelt Derby (New York, 13 agosto 1891 – New York, 10 dicembre 1977), è stata la figlia del presidente degli Stati Uniti d'America Theodore Roosevelt.
Conosciuta come The Queen of Oyster Bay e The First Lady of Oyster Bay dagli abitanti di Long Island, Ethel ha contribuito a preservare sia l'eredità di suo padre sia la casa di famiglia "Sagamore Hill" per le generazioni future, soprattutto dopo la morte di sua madre nel 1948.

## Biografia
Ethel era la figlia di Theodore Roosevelt, e della sua seconda moglie, Edith Kermit Carow. Fin da piccola, il giovane Ethel dimostrò le qualità di leadership. Suo padre una volta osservò: "aveva un modo di fare tutto suo e gestiva tutti". 

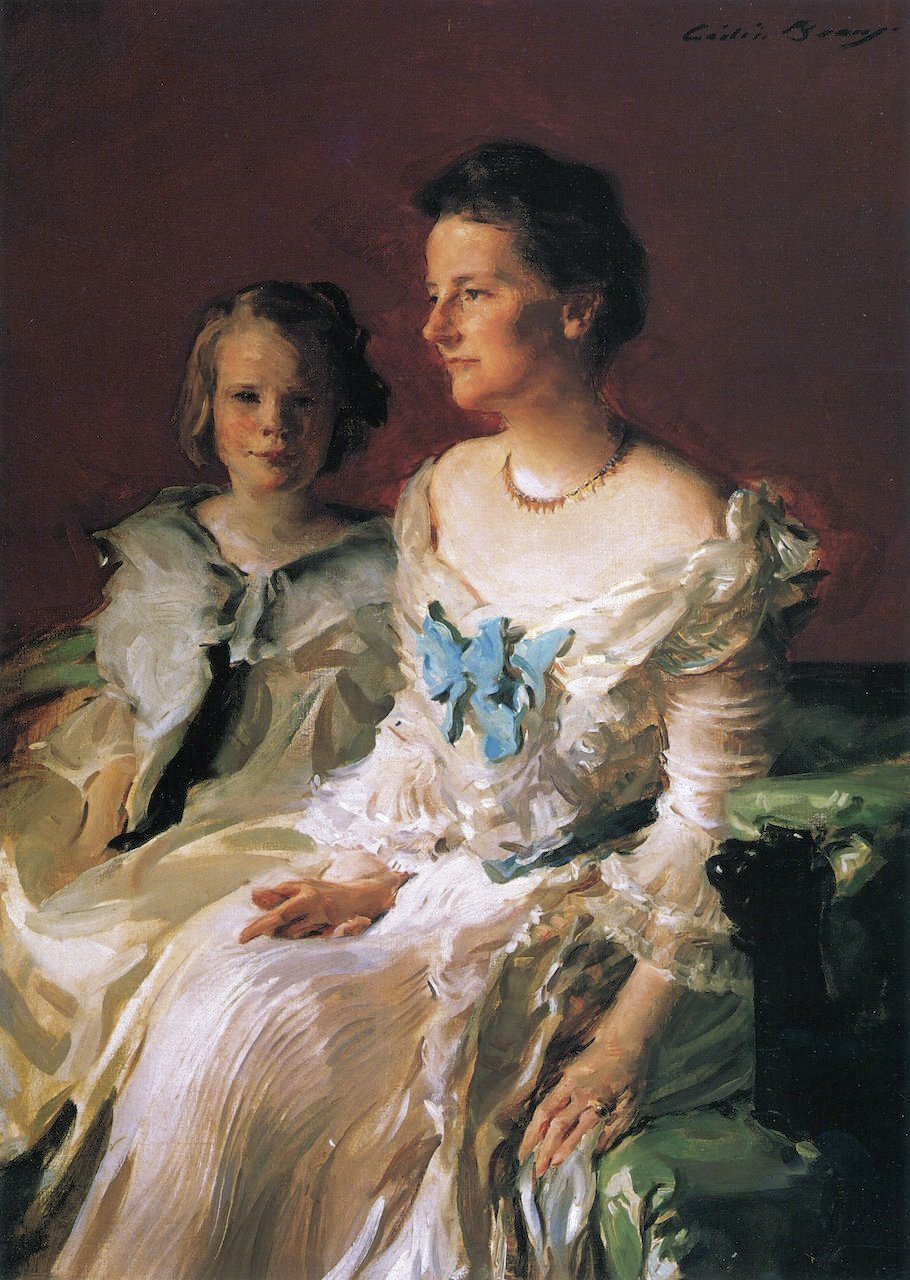
Edith Kermit Carow con sua figlia Ethel, 1902, di Cecilia Beaux

Si pensava che assomigliasse un po' alla sua cugina maggiore, Eleanor Roosevelt. Entrambe avevano occhi azzurri, capelli biondo dorato, ma Ethel mancava in altezza e aveva una corporatura più pesante rispetto a Eleanor. Molti nella famiglia Roosevelt pensavano che la sua personalità capace e affascinante fosse simile a quella di sua zia, Bamie Cowles.
A Sagamore Hill, Ethel si divertiva soprattutto a cavalcare con sua madre. 

### Casa Bianca
Aveva solo 10 anni quando suo padre divenne presidente dopo l'assassinio di William McKinley. Alla Casa Bianca, Ethel ha spesso compilato per sua madre l'ordinazione dei pasti e delegando compiti allo staff.
Durante gli anni della sua famiglia alla Casa Bianca, Ethel ha sempre cercato di mantenere un profilo il più basso possibile perché non sembrava godere dell'attenzione tanto quanto la sorellastra Alice. Fu anche incoraggiata a mantenere la sua personalità nascosta da sua madre Edith, che credeva che una donna faceva notizia solo per annunciare la sua nascita, il suo matrimonio e la sua morte. Ethel frequentò la National Cathedral School ed ebbe difficoltà a fare amicizia a causa della posizione di suo padre. Pochi mesi prima della partenza dei Roosevelt dalla Casa Bianca, Ethel fece il suo debutto, il 28 dicembre 1908. 

## Matrimonio
Sposò, il 4 aprile 1913, il chirurgo Richard Derby. La coppia ebbe quattro figli:
- Richard Derby Jr. (1914-1922)
- Edith Roosevelt Derby (1917–2008), sposò Andrew Murray "Mike" Williams
- Sarah Alden Derby (1920–1999), sposò Robert T. Gannett
- Judith Quentin Derby (1923–1973), sposò Adelbert "Del" Ames III

Durante la prima guerra mondiale, Ethel, come infermiera, prestò servizio in Francia nello stesso ospedale dove suo marito era chirurgo. Successivamente, fu coinvolta con la Croce Rossa e prestò servizio come presidente della contea di Nassau durante la seconda guerra mondiale, e poi come presidente del servizio infermieristico della contea di Nassau. Il suo lungo coinvolgimento, anche durante il viaggio, è dimostrato dalla sua corrispondenza che risiede ancora negli archivi della Croce Rossa della contea di Nassau. 
Ha lavorato per molti anni per trasformare Sagamore Hill in un sito storico nazionale.
Ethel è stata una delle prime due donne a far parte del Consiglio di fondazione dell'American Museum of Natural History.

## Morte
Negli ultimi anni, Ethel si dedicò all'American Civil Rights Movement, una causa a cui si era dedicata già da tempo. 
Quando sentì che i residenti afroamericani venivano discriminati, Ethel formò un comitato per portare alloggi a basso reddito a Oyster Bay. Inizialmente la proposta venne respinta dalla maggior parte dei residenti. Ethel fece incontrare i suoi amici a casa sua dove li convinse che questa fosse una buona idea e che il progetto abitativo era stato completato con successo.
Nel 1960, insieme a sua figlia Edith, tenne un secondo discorso per la nomina di Richard Nixon alla Convention nazionale repubblicana.
Nel 1975, Edith era visibilmente debole. Nel 1977 fece la sua ultima visita alla Casa Bianca per vedere Jimmy Carter e sua moglie Rosalynn. Alla fine, nel dicembre 1977, morì alla Adam-Derby House a Oyster Bay, all'età di 86 anni; fu seppellita nel vicino cimitero commemorativo dove sono sepolti anche i suoi genitori, suo marito e altri parenti.